# Krems an der Donau
Krems an der Donau este un oraș în Austria.

## Personalități
- Ludwig von Köchel (1800-1877), muzicolog, autorul Catalogului Köchel
- Winfried Bruckner (1937-2003), scriitor
- Ulrike Lunacek (n. 1956), politiciană, vicepreședintă a Parlamentului European din partea Verzilor